# Коневка (Восточно-Казахстанская область)
Ко́невка (каз. Коневка) — село в Шемонаихинском районе Восточно-Казахстанской области Казахстана, входит в состав Каменевского сельского округа. Код КАТО — 636845300.

## География
Село расположено в западной части Шемонаихинского района, на правом берегу реки Таловка, в 2 километрах к северу от административного центра сельского округа села Рассыпное, в 11 километрах к югу от районного центра города Шемонаиха. Ближайшая железнодорожная станция Усть-Таловка (п. Усть-Таловка) — в 5 километрах к северу от села (по дороге — 5,4 км). Соседние населённые пункты: село Рассыпное к 2 километрах к югу, Усть-Таловка в 3 километрах к северу, Заречное в 5 километрах к западу. Транспортное сообщение осуществляется автомобильной дорогой KF SH-21 «Подъезд к селу Коневка» (2,6 км). Высота центра населённого пункта — 298 метров над уровнем моря. 

## Население
| Численность населения | Численность населения | Численность населения |
| 1989                  | 1999                  | 2009                  |
| --------------------- | --------------------- | --------------------- |
| 351                   | ↘331                  | ↗332                  |